# З волі небес
«З волі небес» (англ. For Heaven's Sake) — американська комедійна мелодрама режисера Сема Тейлора 1926 року. Знаходиться в суспільному надбанні.

## Сюжет
Мільйонер Гарольд Меннерс не знає куди дівати свої гроші: він купує нові автомобілі, які тут же розбиває протягом одного дня. Дівчина на ім'я Надя хоче відкрити місію допомоги бездомним і, побачивши в газеті статтю, в якій розповідається про мільйонера, вона посилає листа Гарольду з проханням допомоги нужденним. Секретар Меннерс, який розбирає щоденну пошту, розриває на шмаття її послання і відправляє його серед інших в сміттєвий кошик. А сам невдалий мільйонер Меннерс волею випадку опиняється в кварталі бідняків і, проходячи повз стоянки соціальної допомоги, ненавмисно здійснює підпал візка, з якою батько Павло та його дочка Надя годують стражденних. Бажаючи відшкодувати збиток, він виписує батькові Павлу чек на 1000 доларів. Гроші пішли за призначенням, а саме — отець Павло з дочкою відкривають місію для стражденних. Надя думає, що Меннерс отримав її лист і тому розщедрився.
Меннерс, не замислюючись який підписав чек на відшкодування збитку і не здогадувався про те, на що підуть його гроші, тому, коли наступного дня він, відкривши газету, прочитає наступне: «Мільйонер Меннерс відкрив місію допомоги нужденним», він сприйме це як провокацію конкурентів. Меннерс приходить в лють і негайно вирушає за вказаною в газеті адресою, щоб прикрити цю лавочку. Однак, ніщо не чуже і мільйонерам, вони також можуть закохатися, як і прості смертні. Меннерс без розуму від красуні Наді, яку він зустрів по прибуттю в місію. Він забув уже і про мету свого візиту в місію, він бажає тільки одного — щоб красуня Надя стала його дружиною. Далі слід ряд захопливих пригод героя на його шляху до власного шлюбу, все це як завжди в кінострічках Гарольда Ллойда, супроводжується немислимими погонями і сценами комічного екшену.

## У ролях
- Гарольд Ллойд — Гарольд Меннерс, мільйонер
- Джобіна Ролстон — Надя
- Ной Янг — бандит
- Джим Мейсон — гангстер
- Пол Вейгел— оптиміст
- Річард Деніелс — нероба
- Роберт Дадлі — секретар Гарольда
- Френсіс Гаспарт —чоловік

## Про фільм
Це був перший фільм студії Гарольда Ллойда, зроблений для компанії Paramount Pictures, що була дистриб'ютором кінострічки як в США, так і на світовому кіноринку. Сюжет по ходу знімання був трохи змінений і став відрізнятися від початкової концепції. Спочатку фільм планувався бути гострішим, спрямованим проти злочинності і політичної корупції. Ллойд був дуже незадоволений результатом, хоча фільм зібрав дуже хорошу касу в рік створення, та й зараз вважається однією з найбільш цікавих комедій популярного коміка. Вирізані при монтажі сцени були включені у фільм Гарольда Ллойда 1928 «Гонщик».